# Friederike Kempner

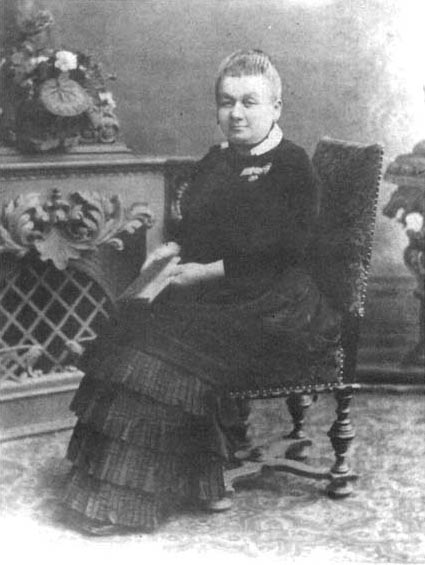
Friederike Kempner

Friederike Kempner (* 25. Juni 1828 in Opatow, Provinz Posen; † 23. Februar 1904 auf Gut Friederikenhof bei Reichthal, Schlesien) war eine deutsche Dichterin. Von zeitgenössischen Literaturkritikern wurde sie aufgrund der unfreiwilligen Komik ihrer Dichtungen spöttisch „schlesische Nachtigall“ und „schlesischer Schwan“ genannt.

## Leben

### Familie
Aus einer reichen jüdischen Familie stammend – ihr Vater war Joachim Kempner, ihre Mutter Marie Aschkenasy – lebte Friederike Kempner nach ihrer Kindheit in Opatow (in der damaligen preußischen Provinz Posen) mit ihren vier Geschwistern auf dem Rittergut Riemberg (polnisch Ryniec) in Droschkau (Schlesien), das ihr Vater 1844 erworben hatte. Ihre Erziehung lag in Händen der Mutter, die sie auch in der französischen Sprache, der Literatur und der jüdischen Aufklärung ausbildete. Der Bruder David Kempner wurde Stadtverordneter in Breslau und Schriftsteller; eine Schrift ihrer Schwester Luise, verh. Stadthagen, gab Friederike postum heraus. 1864 bezog sie ihr eigenes Gut Friederikenhof (polnisch Gierczyce), das zum Besitz der Familie gehörte. Beide Eltern starben 1868; besonders der Tod der Mutter war für Friederike Kempner ein traumatisches Ereignis, an das sie später in vielen Gedichten erinnerte. Die Schriftstellerin blieb zeitlebens unverheiratet.

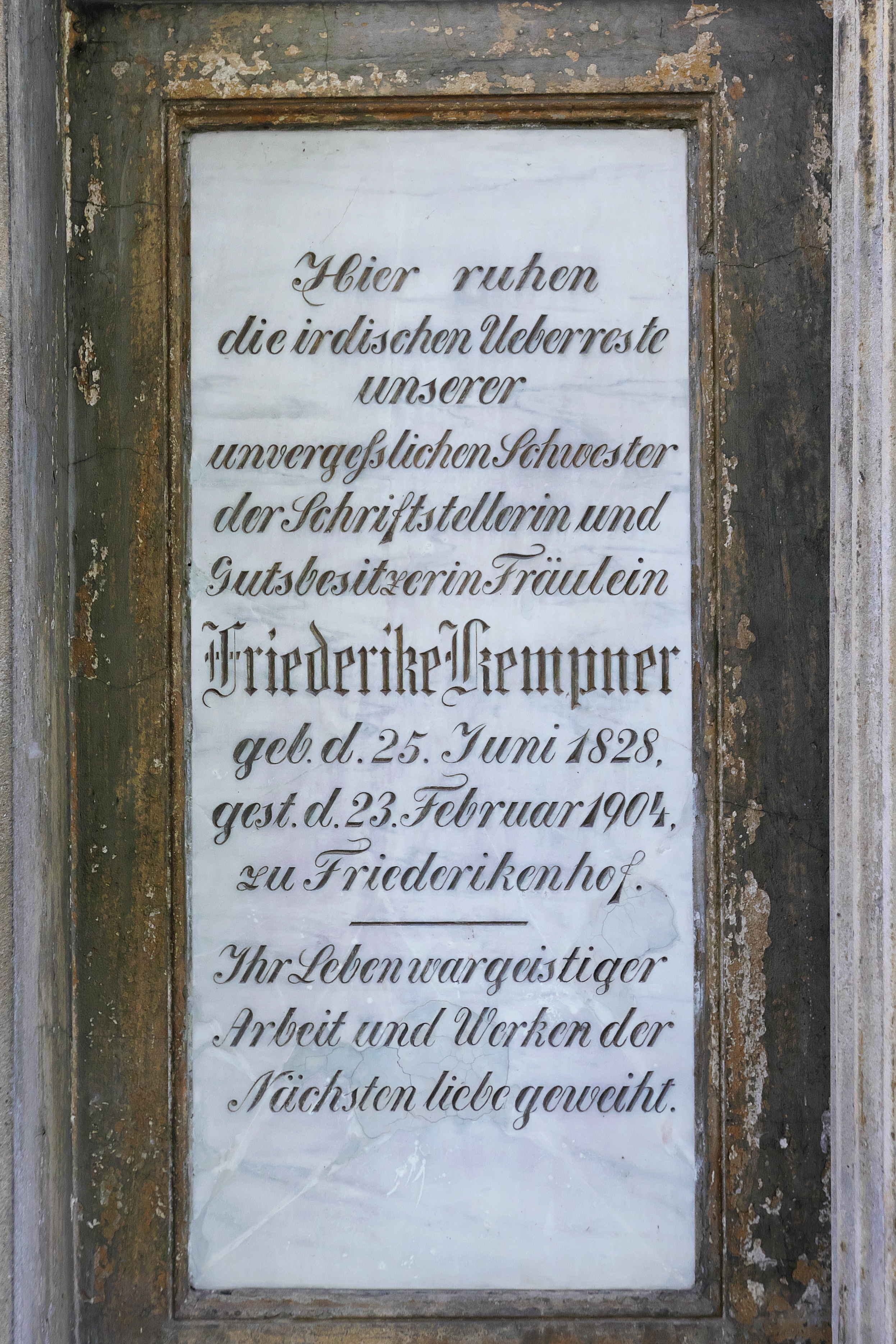
Grabplatte auf dem Alten Jüdischen Friedhof in Breslau

Ihr Urnengrab befindet sich auf dem Alten Jüdischen Friedhof in Breslau. Auf ihrer Grabplatte steht zu lesen: „Ihr Leben war geistiger Arbeit und Werken der Nächstenliebe geweiht.“

### Soziales Engagement
Neben ihren schriftstellerischen Arbeiten widmete sie sich lebenslang der Krankenpflege und Armenfürsorge und setzte sich für eine Reform des Gefängniswesens ein (Gegen die Einzelhaft, 1884). Auch trieb sie, wie andere Größen ihrer Zeit, die Angst, lebendig begraben zu werden, um. So setzte sie sich mit Erfolg für die Errichtung von Leichenhäusern und die Verlängerung der Karenzzeit zwischen Tod und Bestattung ein, um das Problem des damals medizinisch manchmal nicht erkannten Scheintods zu umgehen (Denkschrift über die Nothwendigkeit der gesetzlichen Einführung von Leichenhäusern, zuerst 1850). Ihr Gedicht Das scheintote Kind (Nocturno) behandelt das Thema. Für ihr Engagement wurde sie 1871 mit der „Gedenkmünze für Pflichttreue im Kriege“ ausgezeichnet. Neben ihren philanthropischen und sozialreformerischen Aktivitäten schrieb Kempner Novellen, historische Trauerspiele und Gedichte.

## Schriftstellerisches Werk
Friederike Kempner war eine produktive Autorin von Streitschriften, Novellen und Dramen. Als ihr einflussreichstes Werk gilt die Denkschrift über die Nothwendigkeit einer gesetzlichen Einführung von Leichenhäusern, die es zwischen 1850 und 1867 auf sechs Auflagen brachte. Auch das couragierte Büchlein von der Menschheit. Mit einem Anhange: Gegen die Einzelhaft oder das Zellengefängniß wurde mehrfach (1884 und 1885) gedruckt.
Ihre zahlreichen, vorwiegend historischen Stoffen gewidmeten Dramen (u. a. 1850: Berenize, 1880: Antigonos, 1886: Jahel, 1888: Der faule Fleck im Staate Dänemark oder: Eine lustige Heirath) fanden eher als Lesetexte denn auf den Bühnen Verbreitung; aufgeführt (1873 am Berliner Stadttheater und 1874 am Breslauer Lobetheater) wurde wohl einzig Rudolf der Zweite oder der Majestätsbrief aus dem Jahre 1867 (2. Aufl. 1896).
Auch ihre Prosaschriften (u. a. 1861: Novellen, 1893: Roger Bacon, 1898: In der Goldenen Gans und Eine Frage Friedrich’s des Grossen) fanden ihre Leserschaft, blieben aber – wie die Dramen – von der Literaturkritik weitgehend unbeachtet.
Fast einzigartige Berühmtheit erlangte Friederike Kempner als Lyrikerin. Ihre Gedichte, zuerst 1873 erschienen, lagen 1903 bereits in der achten Auflage vor. Zu diesem Zeitpunkt war sie von der Literaturkritik längst zur Großmeisterin der unfreiwilligen Komik erklärt und auf die Spottnamen „schlesische Nachtigall“ und „schlesischer Schwan“ getauft worden. Der Schriftsteller Paul Lindau hatte ihre Gedichte 1880 in der von ihm selbst herausgegebenen Wochenschrift Die Gegenwart auf höchst ironische Weise vorgestellt und so ein breites Lesepublikum auf Kempners abenteuerliche Missgriffe bei Wortschöpfungen, Metaphern und Reimen hingewiesen (über Paris: „Ihr wißt wohl, wen ich meine | Die Stadt liegt an der Seine“).
Eine literaturwissenschaftliche Bewertung ihrer schriftstellerischen Leistungen bzw. Fehlleistungen liefert das Vorwort von Frank Möbus in der Edition „Kennst Du das Land, wo die Lianen blühn?“ Gedichte des schlesischen Schwans, erschienen bei Reclam, Stuttgart 2009.

## Parodien
Bald nach Paul Lindaus Rezension erschienen erste Parodien auf Kempners Gedichte. 1885 kamen die von einem Anonymus im Berliner Verlag Eckstein herausgegebenen Dichtergrüße an Friederike Kempner von Methusalem auf den Markt, 1891 folgte, ebenfalls anonym und im selben Verlag, der Band Dämon, Mensch und Dichter. Gedichte der schlesischen Nachtigall. Zwischen 1886 und 1896 parodierten zahlreiche Verfasser Kempners Gedichte im Aeolsharfen-Kalender, den die literarische Gesellschaft Allgemeiner Deutscher Reimverein produzierte.
Diese zahlreichen, oft täuschend echt geratenen Parodien haben seit spätestens der Mitte des 20. Jahrhunderts eine literaturgeschichtlich vielleicht einzigartige Karriere gemacht. Denn in zum Beispiel der von Herrmann Mostar herausgegebenen Ausgabe Friederike Kempner, der schlesische Schwan (zuerst 1953), der von Walter Meckauer ab 1953 verantworteten Edition Die Nachtigall im Tintenfass und auch in Horst Dreschers Ausgabe Das Leben ist ein Gedichte (ab 1971) erschienen diese Parodien nun als vermeintlich originale Gedichte Friederike Kempners, die seither vor allem für jene Texte berühmt geworden ist, die sie nicht geschrieben hat. Ein Beispiel sind die weithin bekannten Verse auf den Astronomen Johannes Kepler: „Ein ganzes Blatt der Weltgeschichte: | Du hast es vollgemacht!“ Oder, auf die eigene Dichtung bezogen: „Nicht enthaltet dieses Erbe | Euren Nachekommen vor!“ Dementsprechend fehlen diese Texte naturgemäß in der letzten von Friederike Kempner selbst veranstalteten Ausgabe des Jahres 1903. Mostar behauptete in seiner weit verbreiteten Ausgabe, diese zu Lebzeiten der Dichterin ungedruckten Gedichte habe man ihm als „vergilbte Blätter“ zugespielt; Friederike Kempner habe diese Texte im Gästebuch des Gasthofs „Goldene Gans“ hinterlassen.
Auch die seither oft wiederholte Behauptung, Kempners Texte hätten nur deshalb so weite Verbreitung gefunden, weil ihre Verwandten versuchten, „alle erreichbaren Exemplare aufzukaufen“, um „das Gelächter, das über die Familie hereinbrach, einzudämmen“, rührt wohl von Mostar her; tatsächlich gibt es darauf keinerlei historische Hinweise. Vielmehr sprechen die Erwähnungen Friederike Kempners in zeitgenössischen literaturgeschichtlichen Abhandlungen (beispielsweise in derjenigen von Karl Bleibtreu) und Darstellungen der Gegenwartslyrik wie in der „Selbstanzeige“ des Phantasus von Arno Holz dafür, dass die Gedichte Kempners durchaus weite Verbreitung gefunden hatten.
Belegt ist freilich die Tatsache, dass der Schriftsteller Alfred Kerr seinen Geburtsnamen Kempner deshalb änderte, weil sie „die schlechtesten je auf diesem Planeten bekanntgewordenen Verse“ geschrieben habe. Brecht machte immer wieder böse Anspielungen, Kerr konterte in dem Gedicht Friederike Kempner: „Wenn dem Esel sonst nichts einfällt, | fällt ihm meine Tante ein … Daß Du, meine tote Tante | Gar nicht meine Tante bist.“ Kerr schrieb ihr mit fünfzehn Jahren einen Brief und bekam von ihr eine sehr freundliche Antwort; beide Briefe nahm er mit ins Exil.
Eine zuverlässige Textgrundlage bietet die von Nick Barkow und Peter Hacks 1989 herausgegebene Ausgabe Friederike Kempner. Dichterleben, Himmelsgabe; das Nachwort dieser Edition liefert auch eine Geschichte der besagten Pseudo-Kempneriana.

## Textbeispiele

### Beispiele aus Kempners Gedichten
Schweiß
Willst gelangen Du zum Ziele,
Wohlverdienten Preis gewinnen,
Muß der Schweiß herunter rinnen
Von der Decke bis zur Diele!
Aus Amerika
Amerika, Du Land der Träume,
Du Wunderwelt so lang und breit,
Wie schön sind Deine Kokosbäume,
Und Deine rege Einsamkeit!
Aus Heine
Witzli Putzli sei vergeben –
Alle Poesie ist rein!
Aus Abdel-Kaders Traum
Trunken er der Heimat Boden küßte:
„Allah, Allah“ – ruft er, – „meine Wüste!“
Ohne Titel
Besessen ist die Welt
Von Eigennutz und Geld,
Und alles zum –
Verzweifeln dumm!

### Beispiele für Parodien (Pseudo-Kempneriana)
Folgende Texte stammen – obwohl sie immer wieder unter dem Namen Friederike Kempner gedruckt werden – nicht von der „schlesischen Nachtigall“, sondern von anonymen Parodisten ihrer Gedichte:
Aus Johannes Kepler
Ein ganzes Blatt der Weltgeschichte
Du hast es vollgemacht!
Wenn der holde Frühling lenzt
Und man sich mit Veilchen kränzt
Wenn man sich mit festem Mut
Schnittlauch in das Rührei tut
Kreisen durch des Menschen Säfte
Neue ungeahnte Kräfte –
Jegliche Verstopfung weicht,
Alle Herzen werden leicht,
Und das meine fragt sich still:
„Ob mich dies Jahr einer will?“
Klar
Eins ist mir klar zu jeder Frist:
Das Leben ist so, wie es ist!
Denn selbst, wenn’s würde anders sein,
Stimmt’s mit sich selber überein.
Sodaß man dann auch sagen müßt:
Das Leben ist so, wie es ist.
Aus Letzte Mahnung
Und wenn ich dereinst ’mal sterbe,
Mahnet euch der Musen Chor:
Nicht enthaltet dieses Erbe
Euren Nachekommen vor!
Indisches
Im Gebüsch gestreckt
Ruhet Hindu faul,
Gift’ge Schlange leckt
Gierig sich das Maul.
Nimmt erst Anlauf dann
Springt auf Hindu ein,
Schlägt dem armen Mann
Giftzahn ins Gebein.
Hindu fliehen will –
Glieder sind verkrampft –
Bet’t zu Buddha still
Und verscheidet sanft.

## Rezeption als ernsthafte Lyrikerin
In jüngster Zeit gibt es Ansätze, Friederike Kempner nicht ausschließlich unter dem tradierten Etikett der "unfreiwillig komischen Lyrikerin" wahrzunehmen. Nicht alle ihre Werke sind lächerlich. 
So war es durchaus positiv gemeint, als Peter Böthig zum 70. Geburtstag von Gerhard Wolf einen Almanach mit dem Kempner-Titel Die Poesie hat immer Recht herausgab.
Künstlerisch spektakulär ist aber insbesondere die Kempner-Rezeption, die der Architekt Roland Winkler im Rahmen der Sanierung des Kriegerdenkmals an der Südseite des Turms der Stadtpfarrkirche von Villach 2018 wagte: Zum Denkmal aus dem Jahre 1923 in seiner zeittypisch heroischen Ausführung gehören zwei alte, ebenfalls zeittypische Texttafeln. All das sollte bei der Sanierung erhalten bleiben (Denkmalschutz). Winkler bettete nun die alten Tafeln in einen großflächigen Steinhintergrund mit einem Text ein, der lange vor dem Ersten Weltkrieg verfasst wurde: einem Text von Friederike Kempner. Durch dieses „Framing“ wurde das Denkmal auf geradezu geniale Weise mittels ausschließlich alter Texte zu etwas, das ohne Verfälschungen oder Anachronismen beim gegenwärtigen Betrachter Resonanz und Nachdenklichkeit erzeugen kann. Es handelt sich um Kempners Gedicht Frieden: 

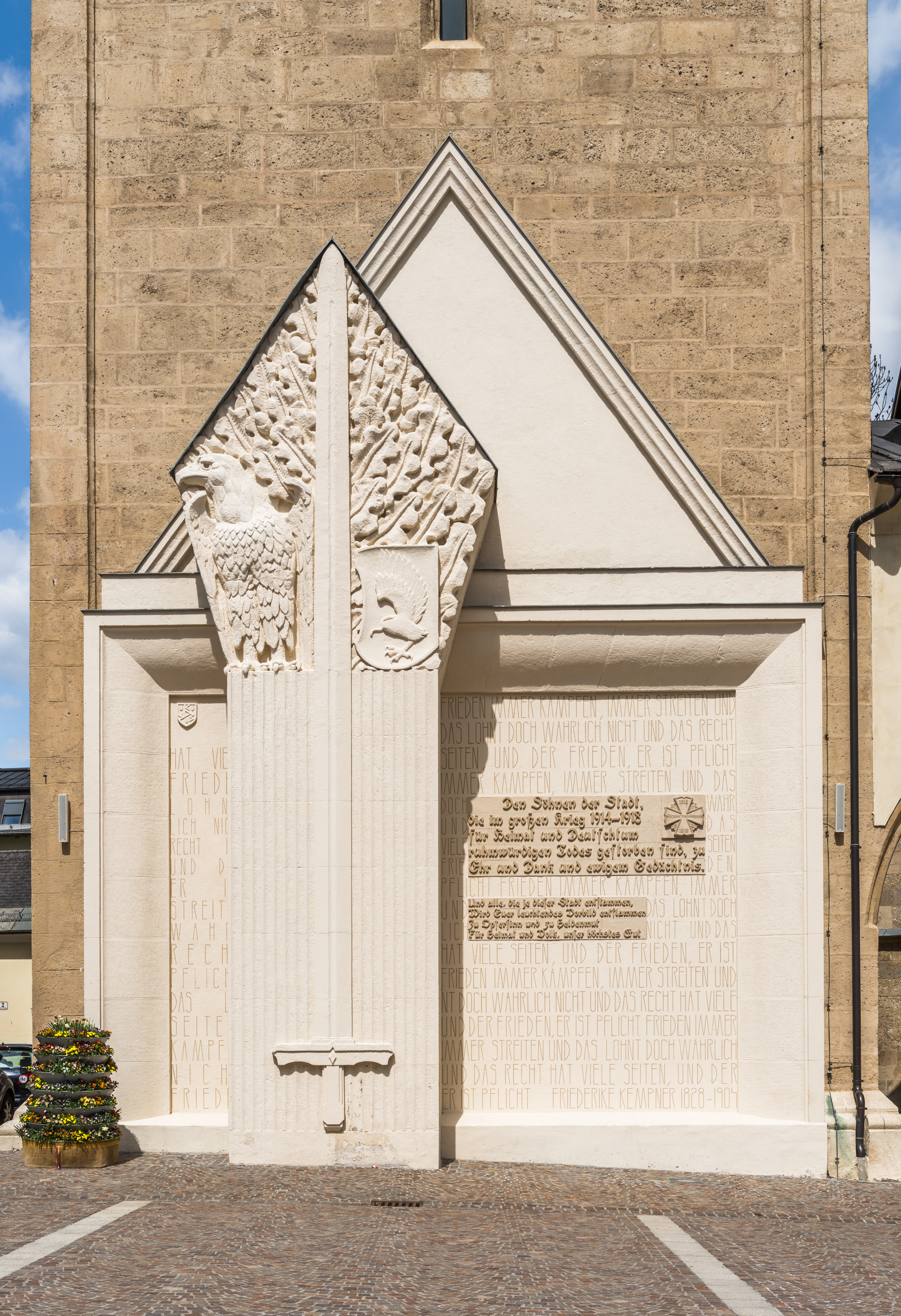
Kriegerdenkmal in Villach

Immer kämpfen, immer streiten

Und das lohnt doch wahrlich nicht

Und das Recht hat viele Seiten,

Und der Frieden, er ist Pflicht

## Werke (Auswahl)
- Denkschrift über die Nothwendigkeit einer gesetzlichen Einführung von Leichenhäusern (Streitschrift, 1850)
- Berenice (Drama, 1850), online
- Novellen (1861)
- Rudolf der Zweite oder der Majestätsbrief (Drama, 1867)
- Nettelbeck, oder: Patriot und Kosmopolit. (Novelle, Dietze, Dresden 1868)
- Antigonos (Drama, 1880)
- Das Büchlein von der Menschheit. Mit einem Anhange: Gegen die Einzelhaft oder das Zellengefängniß (Streitschrift, 1884)
- Das Recht auf Leben, nicht nur „Recht auf Arbeit“. Eine Betrachtung (Streitschrift, 1884)
- Jahel (Drama, 1886)
- Der faule Fleck im Staate Dänemark oder: Eine lustige Heirath (Lustspiel, 1886)
- Roger Bacon (Novelle, 1893)
- Nettelbeck. Miß Maria Brown (Novellen, 1893)
- In der Goldenen Gans (Novellen, 1898)
- Eine Frage Friederich’s des Großen (Novelle, 1898)
- Ein Wort in harter Zeit (Streitschrift, um 1899)
- Gedichte (8. Auflage, 1903)
- Nick Barkow, Peter Hacks (Hrsg.): Dichterleben, Himmelsgabe (Sämtliche Gedichte), Berlin 1989
- Frank Möbus (Hrsg.): „Kennst Du das Land, wo die Lianen blühn?“ Gedichte des schlesischen Schwans. Reclam, Stuttgart 2009